# Baklan (Radar)
MR-102 Baklan (russisch Баклан, deutsch: Kormoran) ist ein sowjetisches Rundsicht- und Zielverfolgungs-Radarsystem, welches hauptsächlich auf Torpedo- und Patrouillenbooten eingesetzt wurde. Der NATO-Codename lautet Pot Drum.

## Aufbau und Einsatz

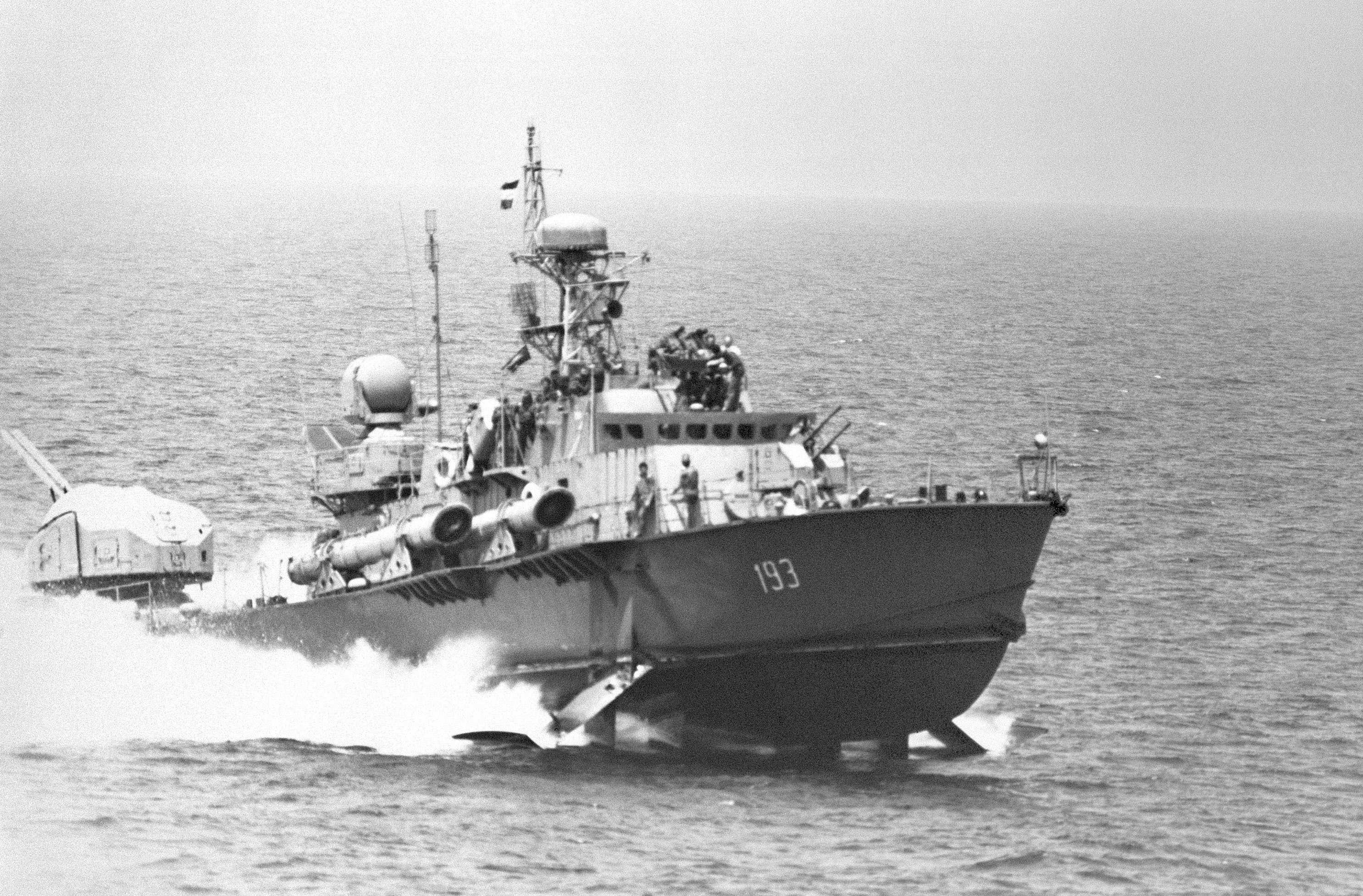
Kubanisches Boot der 206M Turya-Klasse mit Baklan-Radom am Mast

Die Antenne des Systems befindet sich in einem flachen, leicht gewölbten Radom von etwa 1,5 m Durchmesser. Diese Form ist der Ursprung des NATO-Codenamens. Das Sichtgerät ist eine Kathodenstrahlröhre mit etwa 15 cm Durchmesser.
Hauptaufgabe des Systems ist die Seeüberwachung und Torpedo-Feuerleiteinrichtung. Zusätzlich verfügt es über eingeschränkte Fähigkeiten zur Luftraumüberwachung.
Das System wurde ab 1958 eingesetzt und löste Radargeräte des Typs Sarniza (Skin Head) ab. Zeitgleich mit dem MR-102 wurde ein sehr ähnliches Radarsystem, Reja (Pot Head), entwickelt. Dieses unterschied sich durch eine kürzere Sendezeit, welche beim Erkennen von U-Boot-Periskopen von Vorteil war. Beide Systeme wurden auf neueren Booten (ab 1978) durch das Radar Reid (Peel Cone) ersetzt.
Das System MR-102 kam unter anderem in folgenden Schiffsklassen zum Einsatz:
- 205P Stenka-Klasse (teilweise)
- 1241.2 Pauk-Klasse (teilweise)
- 206 Shershen-Klasse
- 206M Turya-Klasse

## Technische Daten
| Technische Daten MR-102 „Pot Drum“ | Technische Daten MR-102 „Pot Drum“ |
| ---------------------------------- | ---------------------------------- |
| Frequenzbereich                    | X-Band (9275–9460 MHz)             |
| Pulswiederholzeit                  |                                    |
| Pulswiederholfrequenz              | 1,6 – 1,65 kHz / 3,2–3,3 kHz       |
| Sendezeit (PW)                     | 0,5 – 1 µs                         |
| Empfangszeit                       |                                    |
| Totzeit                            |                                    |
| Pulsleistung                       | 150 kW                             |
| Durchschnittsleistung              |                                    |
| angezeigte Entfernung              | 37 km                              |
| Entfernungsauflösung               |                                    |
| Öffnungswinkel                     | etwa 3°                            |
| Trefferzahl                        |                                    |
| Antennenumlaufzeit                 | 10–12 oder 15–24 Sekunden          |